# Palva
Palva est une localité du Cameroun située dans le département du Mayo-Tsanaga et la Région de l'Extrême-Nord. Elle fait partie de la commune de Hina.

## Population
En 1966-1967, Palva comptait 125 habitants, pour la plupart des Hina.
Lors du recensement de 2005, elle en comptait 763.